# Seliszte (obwód Błagojewgrad)
Seliszte (bułg. Селище) – wieś w Bułgarii, w obwodzie Błagojewgrad, w gminie Błagojewgrad. Według danych szacunkowych Ujednoliconego Systemu Ewidencji Ludności oraz Usług Administracyjnych dla Ludności, 15 grudnia 2018 roku miejscowość liczyła 308 mieszkańców.

## Osoby związane z miejscowością
- Nikoła Czaweoł (1867–?) – bułgarski rewolucjonista